# Ulla Fries
Agnes Ulla Veronica Fries, född 11 maj 1946 i Domkyrkoförsamlingen i Uppsala, död 2 juli 2025 i Uppsala, var en svensk grafiker. 
Fries utbildades på Kungliga Konsthögskolan 1970–1976, och under den tiden vistades hon i flera omgångar i London och arbetade i Print Workshop och på Slade School of Fine Art.
Hon har arbetat mest med kopparstick men också med porträttmåleri och på senare tid med skulptur. Hon har en naturvetenskaplig grund i sina grafiska bilder och avbildar djur som både finns i verkligheten och i fantasin. Växter och djur, arter och liv skildras i hennes bilder.
Fries finns representerad i samlingar hos Moderna Museet, Uppsala konstmuseum, Göteborgs konstmuseum, Norrköpings konstmuseum, Kalmar Konstmuseum, Nationalmuseum, Örebro läns landsting, Kiasma i Helsingfors, Åbo museum. Alvar Aaltomuseet[källa behövs], Nasjonalgalleriet, Oslo, National Gallery of Australia. Bibliotheque Nationale Paris, British Museum och The Royal Academy of Fine Arts, London.
2003 fick hon Prins Eugen-medaljen, för utomordentlig konstnärlig gärning.